# Економска социологија
Економска социологија се бави изучавањем друштвених узрока и последица различитих економских појава. Ова област се може поделити на класични период и савремени период.
Класични период  се бавио понајвише модернизмом и његовим саставним деловима који су рационализација, секуларизација, урбанизација, друштвена стратификација. Како је социологија настала пре свега као реакција на капиталистички модернизам, економија је имала улогу у класичном социолошком истраживању. Термин економска социологија је први користио William Stanley Jevons 1879, а касније су га користили Емил Диркем, Макс Вебер  Георг Зимел између 1890 and 1920. Веберов рад у погледу на однос економије и религије и културно разочарење модерног запада је можда најупечатљивји приступ приказан у класичном периоду економске социологије.
Савремена економска социологија може обухватати истраживања свих модерних друштвених аспеката економских појава. Економска социологија се зато може сматрати раскршћем економије и социологије. Честе области проучавања савремене економске социологије укључују друштвене последице економске размене, друштвена значења која обухватају и друштвене интеракције које олакшавају или ометају.

## Класична економска социлогија
Економска социологија је настала као нови приступ анализи економских појава наглашавајући посебно улогу коју економске структуре и институције имају у односу на друштво, и утицај који друштво има над природом економских структура и институција. Однос између капитализма и модернизма је истакнут проблем, можда најбоље приказан у Веберовом делу Протестантска етика и дух капитализма (1905) и Зимеловој Филозофији новца (1900). Може се рећи да је економска социологија почела Токвиловим делима  Демократија у Америци(1835-40) и Стари режим и револуција.     Марксов Историјски материјализам ће покушати да покаже како економска снага утиче на друштво на фундаменталном нивоу.  Подела рада у друштву Емила Диркема објављена је 1922,  исте године је објављена Веберова Економија и друштво.

## Савремена економска социологија
Савремена економска социологија је посебно усмерена на друштвене последице економске размене, друштвена значења која укључују и друштвене интеракције које олакшавају или ометају. Утицајне личности у модерној економској социологији укључују Fred L. Block, James S. Coleman, Paula England, Mark Granovetter, Harrison White, Paul DiMaggio, Joel M. Podolny, Lynette Spillman, Richard Swedberg и Viviana Zelizer у Америци, као и Carlo Trigilia, Luc Boltanski, Donald Angus MacKenzie, Laurent Thévenot и Jens Beckert у Европи. Можемо додати и Amitai Etzioni, који је развио идеју социоекономије, и Chuck Sabel, Wolfgang Streeck и Michael Mousseau који раде у традицији политичке економије / социологије.
Фокус на математичке анализе и повећања степена корисности  у 20. веку је навео неке да виде економију као дисциплину која се удаљава од својих корена у друштвеним наукама. Многи критичари економије и економске политике почињу од оптужбе да апстрактном моделирању недостаје нека кључна друштвена појава који треба да се реши.
Економска социологија је покушај социолога да редефинише у социолошком смислу питања којима су се традиционално бавили економисти. Стога је и одговор на покушаје економиста (као што је Гари Бекер) да донесе економске приступе - посебно повећање степена корисности и теорији игара - анализи друштвених ситуација које нису у очигледној вези са производњом или трговином. Karl Polanyi, у својој књизи The Great Transformation, био је први теоретичар који је дошао до идеје о "уграђености", што значи да је економија "уграђена" у друштвеним институцијама које су од виталног значаја, тако да тржиште не уништи друге аспекте људског живота. Концепт "уграђености" служи социолозима који студирају технолошки развој и достигнућа. Mark Granovetter и Patrick McGuire лоцирали су друштвене мреже које су одређивале економију електричне индустрије у Сједињеним Америчким Државама. Ronen Shamir  је анализирао како је електрификација у Палестини омогућила стварање етнички засноване дуалне економије. Polanyi-јев облик тржишног скептицизма, међутим, био је критикован због интензивирања уместо ограничавања економизације друштва.

### Нова економска социологија
Савремени период економске социологије, често познат као нова економска социологија, утврђен је 1985. радом Mark Granovetter-а  под називом "Економска Акција и социјална структура: проблем уграђености". Овим је разрадио концепт уграђености, у којем се наводи да се економски односи између појединаца или фирми одвијају унутар постојећих друштвених односа (и тиме су структурирани овим односима, као и већим друштвеним структурама чији су ти односи део). Анализа Друштвених мрежа је примарна методологија за проучавање ове појаве. Granovetter-ова теорија снаге слабих веза и Ronald Burt-ов  концепт структурних рупа су два најпознатија теоријска доприноса овој области. 

## Марксистичка социологија
Модерна марксистичка мисао је усмерена на друштвене импликације капитализма (или "фетишизма робе") и економског развоја у оквиру система економских односа који их производе. Важни теоретичари укључују Ђерђа Лукача, Теодора Адорна, Макса Хоркхајмера, Валтера Бенјамина, Ги Дебора, Louis Althusser, Nicos Poulantzas, Ralph Miliband, Јиргена Хабермаса, Raymond Williams, Fredric Jameson, Antonio Negri, и Stuart Hall.

## Социоекономија
Економска социологија је понекад синоним за социоекономију. Социоекономија се бави аналитичким, политичким и моралним питањима која проистичу на раскрсници између економије и друштва са широком интердисциплинарном перспективом са везама од социологије до политичке економије, моралне филозофије, институционалне економије и историје.

## Академска удружења економске социологије
Глобална академска заједница економске социологије и политичке економије (ЕС / ПЕ) је онлајн академско друштво (која се заснива на  Facebook, Twitter, Linkedin, Google+, WordPress и  Tumblr),  које окупља више од 33.000 истраживачима, студената и стручњака из 110 земаља заинтересованих за економску социологију и сродне теме. Од свог оснивања у јуну 2011. године, од стране израелског економског социолога Олега Комлика, ова широко призната заједница је постала јединствен извор релевантних информација место за интеракцију између факултета, дипломираних студената и креатора политике. 
Друштво за унапређење друштвено-економских (ДУДЕ) сматра се централном међународном академском асоцијацијом, чији су чланови блиско укључени у друштвене студије економије и економских процеса. Друштвено-економски преглед је основан као службени гласник ДУДЕ у 2003. години. Часопис има за циљ да подстакне рад на односу између друштва, привреде, институција и тржишта, моралних обавеза и рационалне потраге за личне интересе.